# Rokosz (zespół muzyczny)
Rokosz – jedna z pierwszych polskich formacji reggae, założona w 1984 przez perkusistę Jarka „Dżerego” Lisa i basistę Jacka „Dżej Dżeja” Jędrzejaka w Ostrowie Wielkopolskim.

## Historia
W 1985 wykrystalizował się najbardziej znany skład zespołu, do Dżerego i Dżej Dżeja oraz klawiszowca i flecisty Wojtka Koralewskiego dołączyli gitarzyści: Roman Lechowicz, Darek „Buła” Jaskuła, Marek Kwiecień oraz saksofonista Krzysztof Kralka, kongista Robert Rajewski i trębacz Tomasz Banasiak. Głównym wokalistą został Sławomir „Ponton” Przybylski. Z zespołem współpracowali również trębacze – Roman Gilicki, Robert Kaczorowski, Maciej Kępiński oraz puzoniści – Maciej Derczyński i Krzysztof Janiak.
W latach 1984-1988 zespół wystąpił na wszystkich najważniejszych festiwalach muzyki reggae w Polsce takich jak Róbrege 85, Winter Reggae, Reggae nad Wartą, Reggae is King czy Reggae w Spodku. W 1985 Rokosz został laureatem Festiwalu Muzyków Rockowych w Jarocinie, a Ponton uważany był za jednego z najciekawszych i najoryginalniejszych wokalistów muzyki reggae w Polsce.
W latach 1985–1986 zespół dokonał nagrań w studiu Waltera Chełstowskiego, ale do wydania płyty nie doszło. Piosenki Rokosza z sesji nagraniowej, Oceany i I ją wą wą, przez wiele tygodni utrzymywały się na czołowych miejscach listy przebojów Rozgłośni Harcerskiej.
W 1988 grupa zawiesiła działalność – Dżery, Dżej Dżej i Piękny Roman wspólnie z Krzysztofem Skibą założyli grupę Big Cyc.

## Po latach
7 sierpnia 2007 zmarł Sławomir Przybylski. Dla upamiętnienia postaci zmarłego kolegi z zespołu pozostali eks-członkowie grupy postarali się o wskrzeszenie nagrań, pozostałych z nieudanego projektu z lat 80. Rekonstrukcji nagrań dokonali Tomasz Bidiuk i Piotr „Gadak” Sztajdel (klawiszowiec zespołów Big Cyc i Czarno-Czarni) w studiu nagraniowym w Lublinie. Pięć piosenek pochodzi z 1986, trzy z 1985, jako bonus dodano dwa utwory koncertowe z festiwalu „Reggae nad Wartą” w Gorzowie Wielkopolskim z 1988, gdzie gościnnie na klawiszach zagrał Waldemar Deska z zespołu Daab. Płyta „Oceany” ukazała się pod koniec 2007.
Z okazji Festiwalu Reggae na Piaskach 20 lipca 2013 zespół wystąpił raz jeszcze. W role wokalistów wcielili się: Jacek „Dżej Dżej” Jędrzejak, Jarek „Jarex” Kowalczyk – Bakshish i Krzysztof „Symeon Ruta” Ruciński – Gedeon Jerubbaal.
W 2020 staraniem Stowarzyszenia Strefa Kultury ukazało się wydawnictwo Historia polskiego reggae pisana w Ostrowie Wielkopolskim składające się z płyty DVD, płyty CD oraz wkładki. Na DVD zamieszczono reportaż i zapis koncertu z Festiwalu Reggae nad Wartą (1998) oraz fragmenty koncertu reaktywowanego podczas Festiwalu Reggae na Piaskach w Ostrowie Wielkopolskim (2013). Materiały video zostały poddane obróbce cyfrowej. Na płycie CD znajduje się zapis koncertu zespołu na scenie przy w  browarze w Ostrowie Wielkopolskim (1987). Nagranie zostało poddane masteringowi. Do wydawnictwa dołączono wkładkę zawierającą historię zespołu, fragmenty wywiadów, zdjęcia oraz teksty piosenek.

## Dyskografia
- Live 88 (MC) – Grajdoł Hot Club 1988
- Oceany (CD) – Rebel Music 2007
- Historia polskiego reggae pisana w Ostrowie Wielkopolskim (CD, DVD) –Stowarzyszenia Strefa Kultury 2020